# Natuurreservaat Kluntarna
Het Natuurreservaat Kluntarna is een natuurreservaat dat gelegen is in de Zweedse Lule-archipel. Het gebied ligt aan de oostrand van de archipel, daarna is het open zee, in dit geval de Botnische Golf. Het reservaat bestaat uit een aantal eilanden en eilandjes, maar bestaat voornamelijk uit open water. Het gehele gebied is 7 km², de hoeveelheid land is bescheiden: 1,7 km². Doordat het gebied stijgt groeit de hoeveelheid land langzaam.
Het reservaat maakt deel uit van een Europese ecologische corridor Natura 2000, die vooral voor trekvogels van belang is. Maar ook de flora in dit vreemde hardvochtige klimaat is beschermd. Het is verboden zich buiten de paden motorisch te verplaatsen; ook sneeuwscooters zijn verboden. Er zijn diverse verblijfplaatsen verspreid over de eilanden.
Op de eilanden vindt men roodborsten, goudhaantjes, Noordse sternen, zwarte zeekoeten, steenlopers, bontbekpleviers, Temmincks strandlopers en roodkeelduikers. Voor de flora is de duindoorn met haar oranje bessen interessant. Het eiland heeft nog oerbos met een haast ondoordringbaar dennen- en sparrenbos.
Björkskäret · Granskäret · Kluntarna · Lillbjörnen · Lillhällan · Sikhällan · Sikrevet · Stor-Kallgröten · Storhällan · Spålgrundet